# Rokci, Aleksandrovac
Rokci (izvirno srbsko Рокци) je naselje v Srbiji, ki upravno spada pod Občino Aleksandrovac; slednja pa je del Rasinskega upravnega okraja.

## Demografija
V naselju živi 201 polnoletni prebivalec, pri čemer je njihova povprečna starost 53,2 let (52,0 pri moških in 54,4 pri ženskah). Naselje ima 77 gospodinjstev, pri čemer je povprečno število članov na gospodinjstvo 2,77.
|  |

| Demografija | Demografija     | Demografija     |
| Leto        | Št. prebivalcev | Št. prebivalcev |
| ----------- | --------------- | --------------- |
|             |                 |                 |
|             |                 |                 |
|             |                 |                 |
|             |                 |                 |
| 1948        | 617             |                 |
| 1953        | 664             |                 |
| 1961        | 712             |                 |
| 1971        | 672             |                 |
| 1981        | 551             |                 |
| 1991        | 508             | 429             |
| 2002        | 282             | 213             |
|             |                 |                 |

| Etnična sestava po popisu iz leta 2002 | Etnična sestava po popisu iz leta 2002 | Etnična sestava po popisu iz leta 2002 | Etnična sestava po popisu iz leta 2002 | Etnična sestava po popisu iz leta 2002 |
| -------------------------------------- | -------------------------------------- | -------------------------------------- | -------------------------------------- | -------------------------------------- |
| Srbi                                   | Srbi                                   |                                        | 212                                    | 99,53%                                 |
| Neznano                                | Neznano                                |                                        | 1                                      | 0,46%                                  |